# Чапля зелена
Ча́пля зеле́на (Butorides virescens) — невелика чапля Північної та Центральної Америки з роду мангрова чапля. Butorides походить із середньоанглійського butor «бугай» та давньогрецького -oides, «схожий», а virescens - це латинське «зеленкуватий».
Вона довгий час вважалася одним видом із близько спорідненою чаплею мангровою (Butorides striata) (2003), і подекуди далі так вважається. Птахи номінального підвиду надзвичайно рідко помічені як залітні в Західній Європі — наприклад, зафіксований випадок у Пембрукширі в 2018 році був лише другим таким спостереженням у Валлії; особини з тихоокеанського узбережжя Північної Америки можуть так само заблукати до Гаваїв. 

## Опис
Butorides virescens порівняно мала чапля; довжина тіла дорослої особини становить близько 44 см. Часто їх можна помітити в позі з шиєю, притягнутою до тіла. Дорослі особини мають глянцеву, зеленувато-чорну шапку, зеленувату спинку і крила, сіро-чорні відтінки переливаються зеленим або синім, каштанову шию з білою смугою спереду, сіру нижню частину і короткі (порівняно з іншими чаплями) жовті ноги. Дзьоб темний, довгий, загострений на кінці. Дорослі самиці, як правило, менші від самців і мають більш тьмяне, світліше оперення, особливо в період розмноження. Ювенільні особини більш тьмяні, по боках голови, на шиї та на нижній частині тулуба коричнево-білі пацьорки, пера спини бурі а покривні пера крил бурі з світлими облямівками, зеленувато-жовті ноги та дзьоб. Вилупки вкриті пуховим пір'ям, зверху світло-сірим, а на череві білим. 
Поклик цієї чаплі - гучний і раптовий крик кйов; вона також може видати серію більш приглушених звуків кук. Під час залицяння самець видає ра-рагг широко розкритим дзьобом, голосно б'є крилами і в польоті видає клич вгум-вгум, а іноді гукає ру-ру до самки, перш ніж знову приземлитися. На сідалі також подає клич ааруу-ааруу. 
Розміри:
- Довжина : 41-46 см
- Вага : 240 г
- Розмах крил : 64-68 см

## Таксономія
Як зазначалося вище, вид раніше був включений до B. striata, який на той час називався B. striatus. Інша викопна чапля з раннього плейстоцену B. validipes, рештки якої були виявлені на Флориді, могла бути предком чаплі B. virescens, оскільки живий вид, як виглядає, екологічно замінює вимерлого родича.
Розрізнення підвидів у кращому випадку є непевним. Кольорові варіації між популяціями менш виражені, ніж між птахами тієї самої популяції. Мігруючі популяції мають дещо більші крила, ніж ті, що перебувають на одному місці круглий рік, але це не може бути використано для розмежування підвидів, оскільки, очевидно, є наслідком різних звичок, і можна очікувати конвергентної еволюції у неспоріднених популяцій цього виду, які просто поділяють ті самі звички. Таким чином, для вирішення питання про розмежування підвидів будуть потрібні ретельні молекулярні філогенетичні дослідження.
Наступні підвиди зазвичай подаються в переліках, хоча дійсність більшості з них викликає обґрунтовані сумніви: 
- Butorides virescens anthonyi (Mearns[en], 1895)

Гніздиться в США на захід від Скелястих гір, від південних до північних районів Каліфорнійського півострова і Мексики. Деякі постійні, але більшість мігрують до західної Мексики на зиму.
- Butorides virescens bahamensis (Брустер, 1888)

Багамські острови. Постійно.
- Butorides virescens frazari (Брустер, 1888)

Південна частина Каліфорнійського півострова, Мексика. Постійно.
- Butorides virescens maculata (Boddaert, 1783)[10] - раніше maculatus

Південні США через Центральну Америку до центральної Панами, Карибського басейну. Постійно.
- Butorides virescens virescens (Лінней, 1758)

Розмножується від південно-східної Канади до центральної та південної частини США на схід від Скелястих гір. Зимує від самого півдня США до півночі Південної Америки.
Значна частина суперечок точиться навколо відмінностей між популяціями Карибського басейну та Центральної Америки, які часом трактуються як другий таксон цього виду. Щоб описати два найбільш екстремальні погляди, деякі автори збирають основну частину материкової популяції у дефінітивному підвиді, але трактують парапатричні популяції як окремі підвиди, тоді як інші розміщують усі резидентні популяції в maculata, а всі мігруючі у virescens.

## Екологія

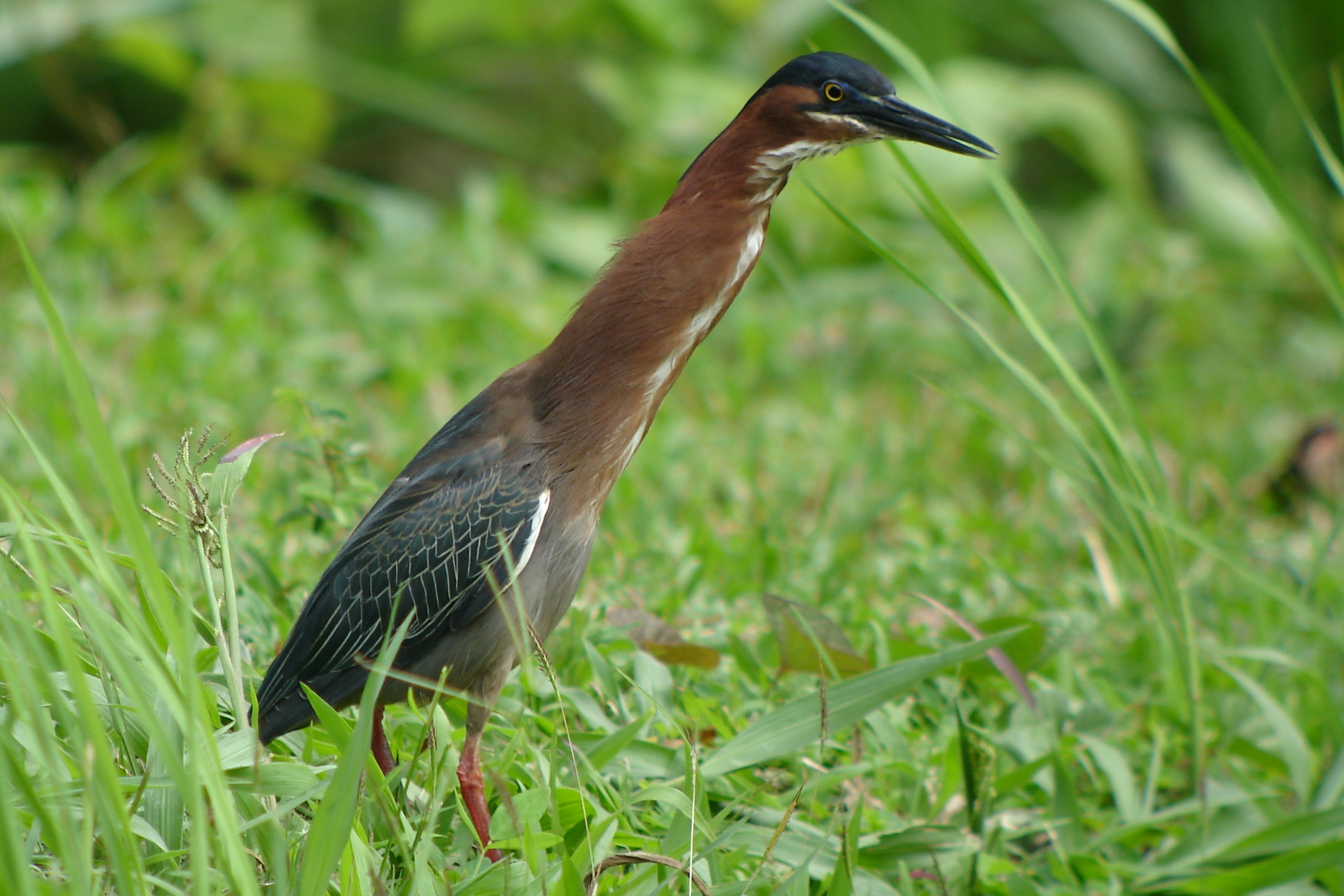
Підвид B. v. Maculata з витягнутою шиєю

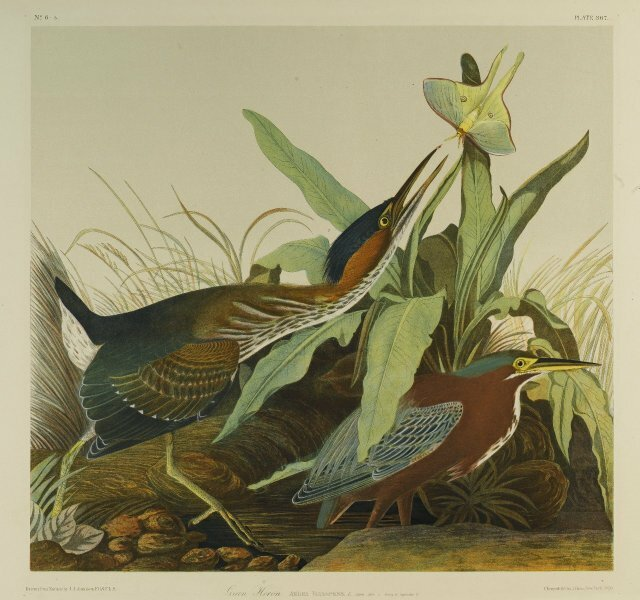
«Зелена чапля» Джона Одюбона

Ареал проживання зеленої чаплі — це невеликі заболочені ділянки в низинах. Чаплю можна побачити при заході сонця і на світанку, таким чином можна причислити цих птахів до нічних, а не денних, оскільки вони вважають за краще ховатись у схованках між очерету у світлий час доби. Вони можуть активно полювати і протягом дня, якщо голодні або для годівлі молоді. Особини, які живуть на узбережжі, пристосовуються до ритму припливів і відпливів. Вони в основному живляться дрібною рибою, жабами та водними членистоногими, але можуть ловити будь-яку безхребетну або хребетну здобич, яку вони здатні вполювати, включаючи таких тварин, як п'явки та миші. Ці чаплі не толерують інших птахів - у тому числі власного виду - під час годування, і не мають звички полювати групами. Вони зазвичай стоять на березі, на мілководді або на присаді на гілках і чекають здобичі. Іноді вони можуть кинути дрібну здобич, комах та інші дрібні предмети на поверхню води, щоб приманити рибу, що робить їх одними з небагатьох відомих видів, здатних використовувати знаряддя. Такий спосіб полювання дозволяє залічити B. virescens та тісно споріднену B. striatus до одних з найрозумніших птахів у світі. Вони можуть ненадовго зависнути в польоті, щоб спіймати здобич.
Північні популяції мігрують до їхніх ареалів розмноження протягом березня та квітня; біля найпівнічнішої межі ареалу B. virescens шлюбна поведінка спостерігається вповні на кінець травня. Міграція до місць зимівлі починається у вересні; до кінця жовтня птахів уже нема в регіонах, де вони не залишаються на увесь рік. Принаймні, на міграцію на північ глобальне потепління не впливає; птахи з'являються в ареалах розмноження в той самий час, що й 100 років тому.    
Особини осілих популяцій покидають свої території після періоду розмноження, щоб кочувати по регіону. Вони можуть повернутися або не повернутися до місця розмноження попереднього року, залежно від того, чи знайшли вони краще середовище проживання під час цих мандрів. У цих популяціях період розмноження визначається дощами та наявністю здобичі протягом сезону. 
B. virescens сезонно моногамні. Пари формуються в ареалі розмноження після інтенсивного залицяння самців, які вибирають місця гніздування і літають перед самицями з шумом крил і з настовбурченим оперенням голови та шиї. Вони гніздяться на лісових і болотних ділянках, над водою або на рослинах поблизу води. Гнізда - це платформа з палиць, часто в чагарниках або деревах, іноді на землі. Віддають перевагу гніздам на деревах, деякі гнізда будують на висоті аж до 20 м від землі, більш звичайно на висоті кількох метрів. Рідко велика кількість цих птахів збирається в гніздові колонії, звичайні для інших чапель. 
Кладка зазвичай містить 2–6 блідо-зелених яєць  які відкладаються з інтервалом у 2 дні (хоча друге яйце може бути відкладене й на 6 днів пізніше від першого). Після відкладання останнього яйця обоє батьків висиджують приблизно 19–21 день до вилуплення та спільно годують молодих птахів. Частота годівлі зменшується в міру того, як потомство підростає. Молодняк іноді починає залишати гніздо у віці 16 днів, але ще не є самостійними і здатними подбати за себе до 30–35-денного віку. Іноді — особливо в тропічних районах її ареалу — B. virescens розмножується двічі на рік.

## Використання знарядь
B. virescens — один з небагатьох видів птахів, які, як відомо, використовують знаряддя. Зокрема, вони зазвичай використовують як приманку хлібні скоринки, комах або щось подібне. Наживка скидається на поверхню водойми, щоб привабити рибу. Коли риба бере наживку, зелена чапля хапає її і з'їдає. Коли B. virescens ловлять великих жаб, вони топлять їх, перш ніж проковтнути цілими.

## Галерея

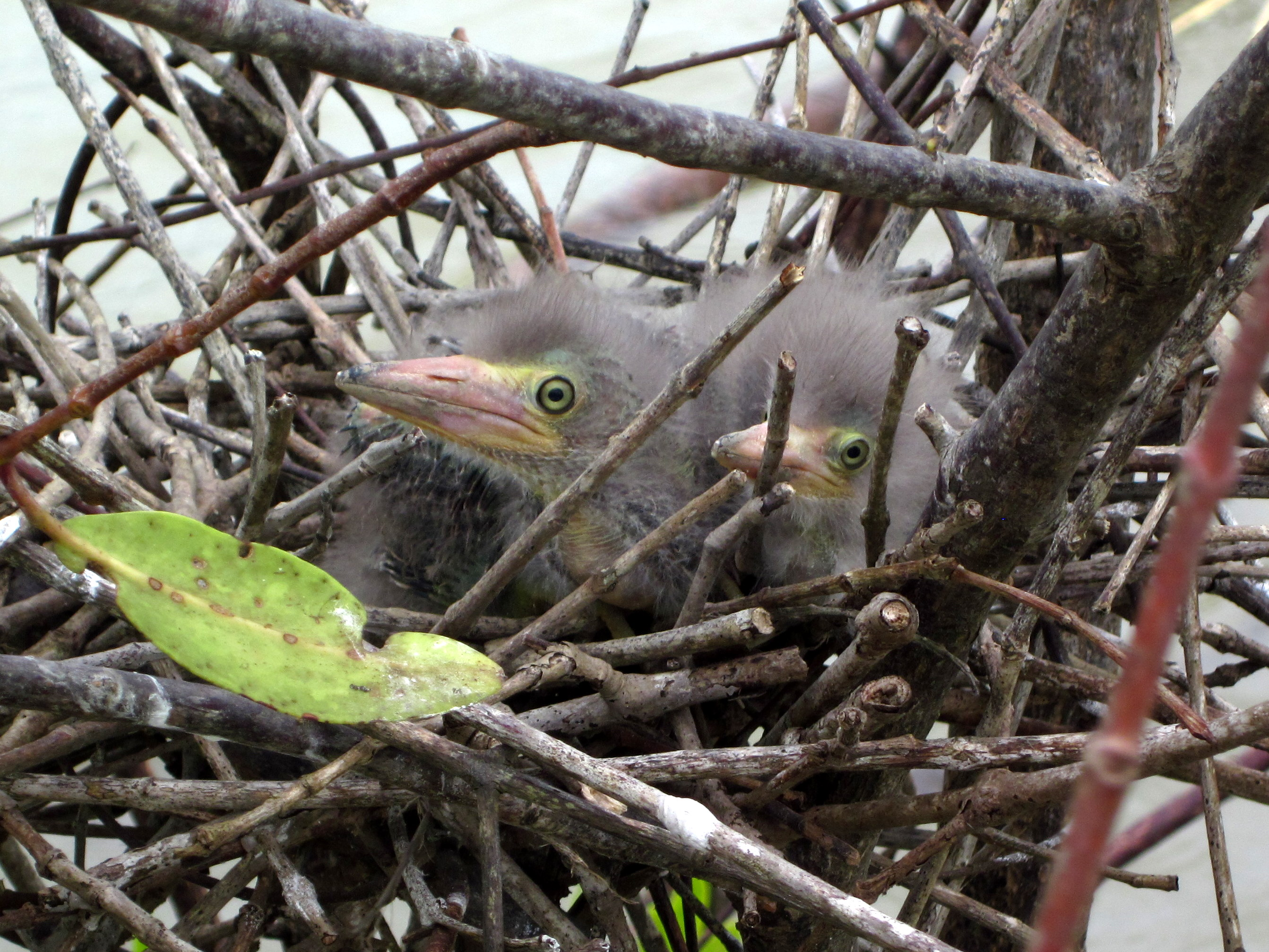
Пташенята
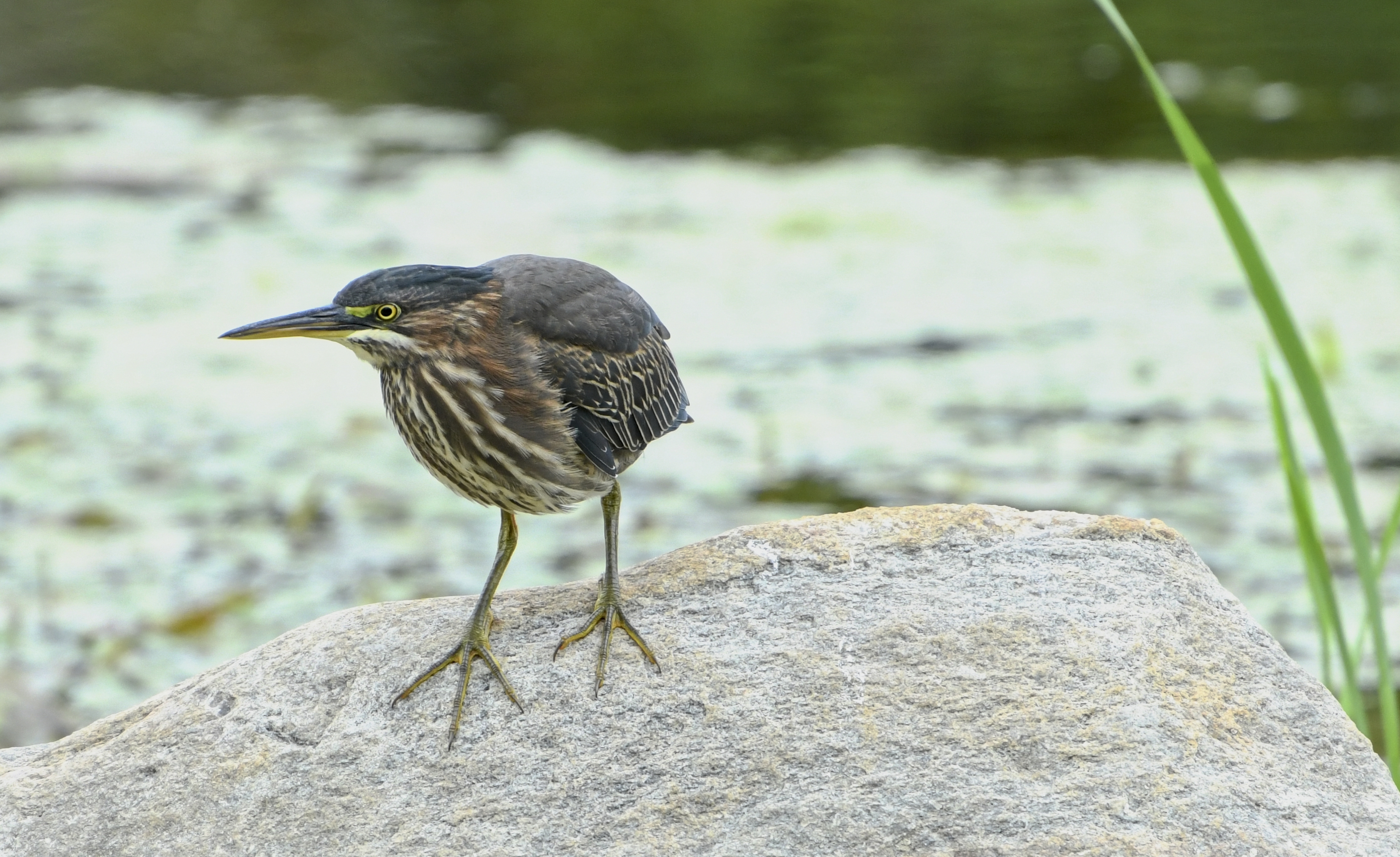
Доростаюча (імматурна) особина, що зберігає трохи юнацького оперення
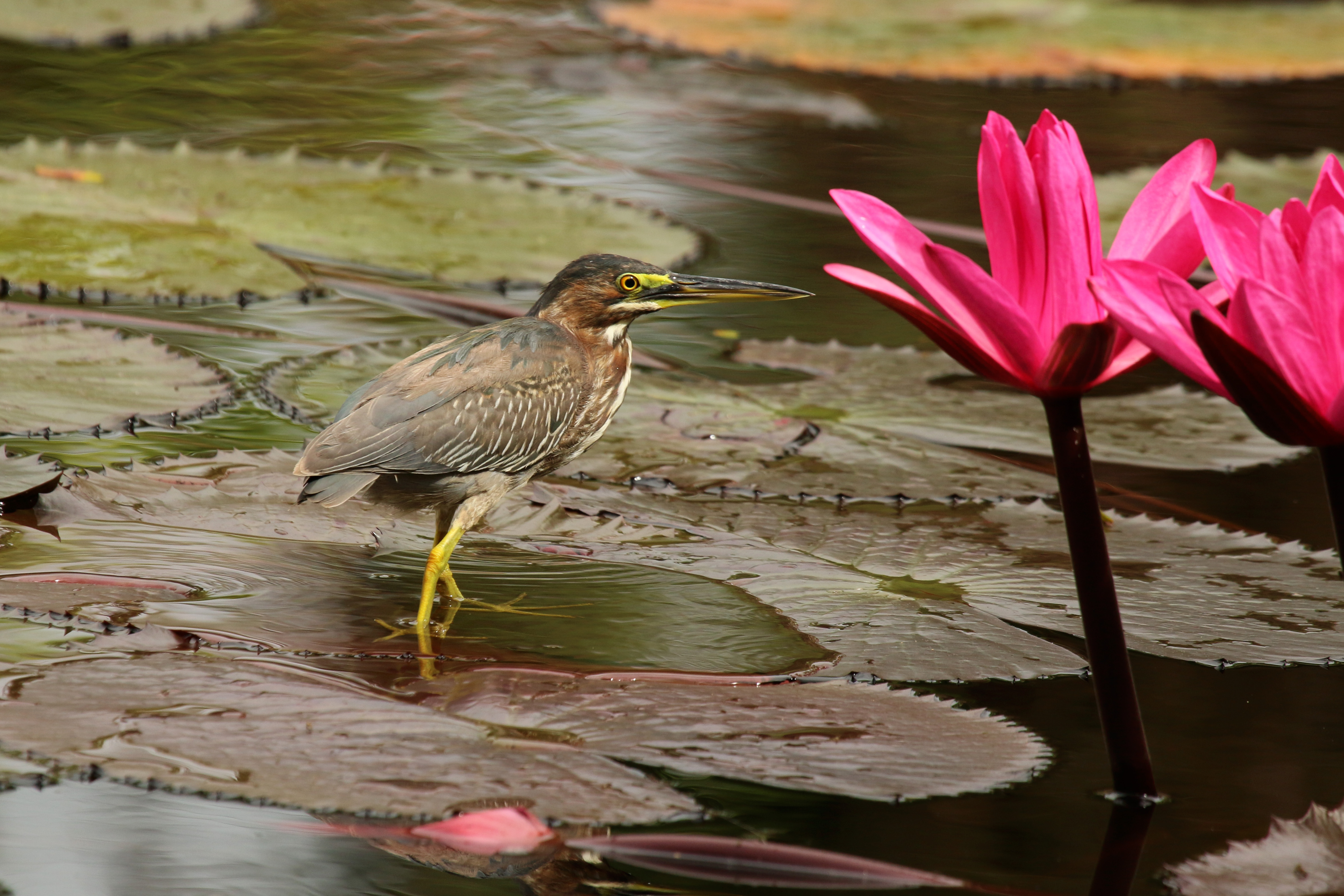
Молода доросла B. v. virescens
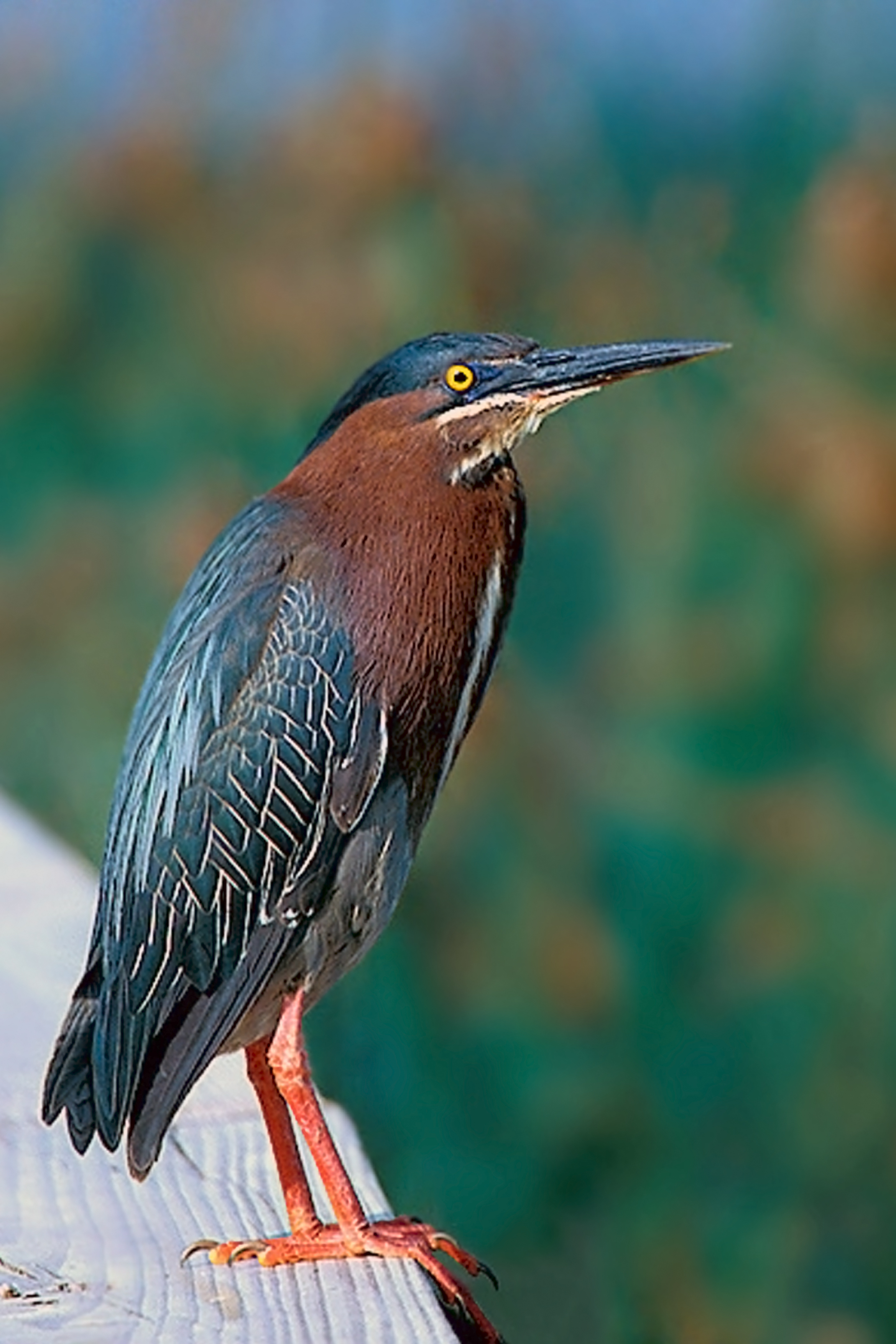
Шлюбне оперення (самець)
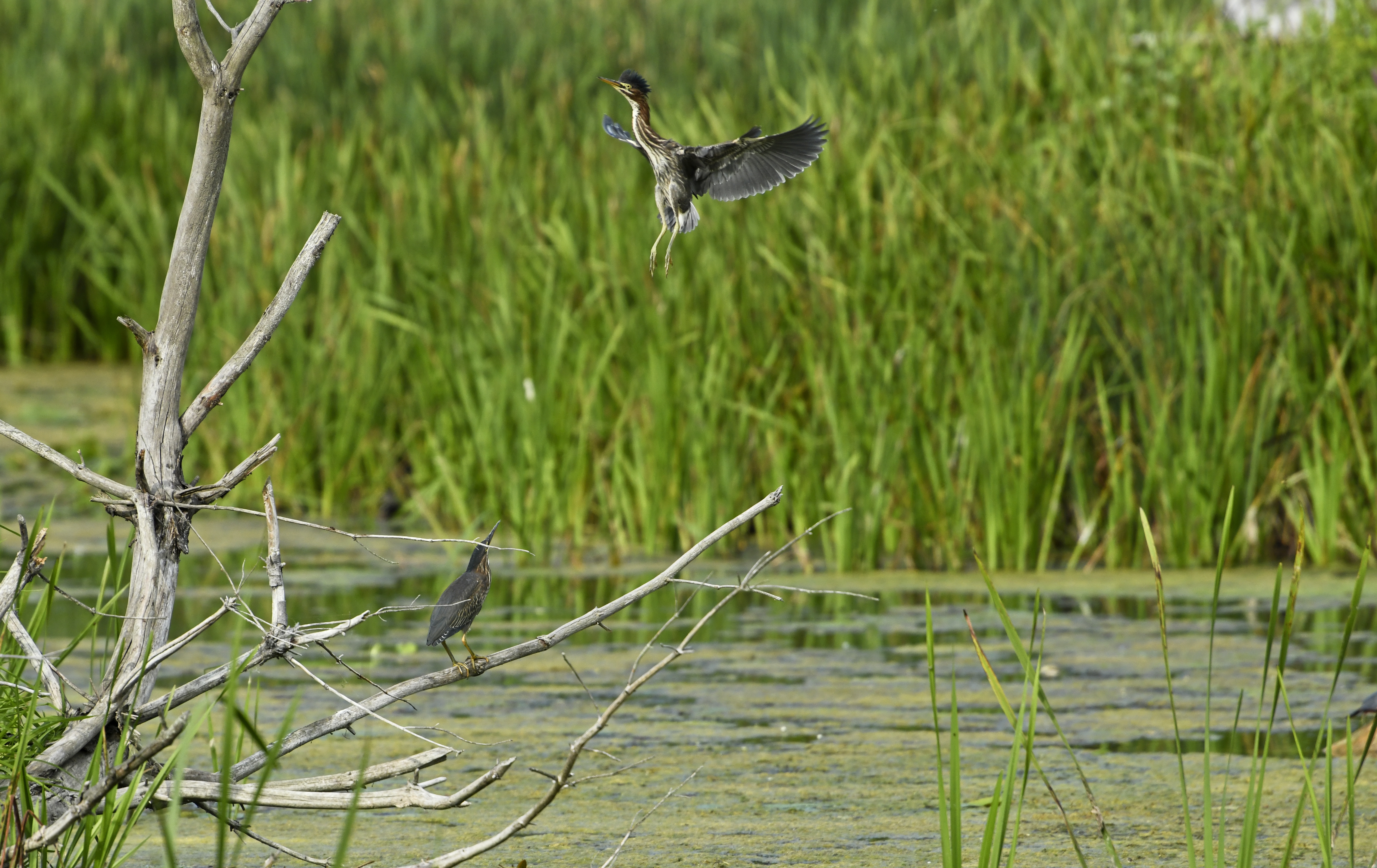
Молодь забавляється
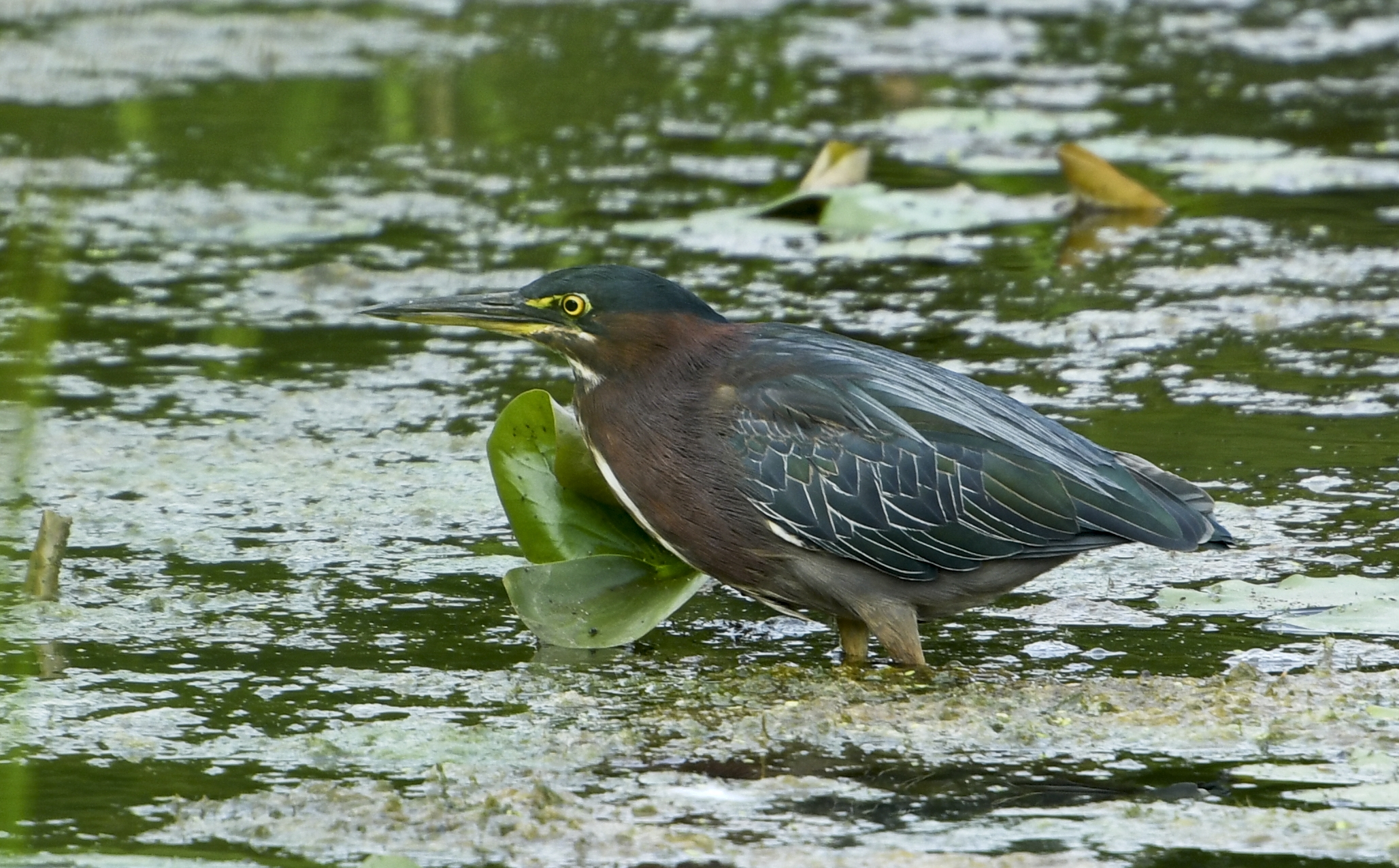
Доросла особина полює
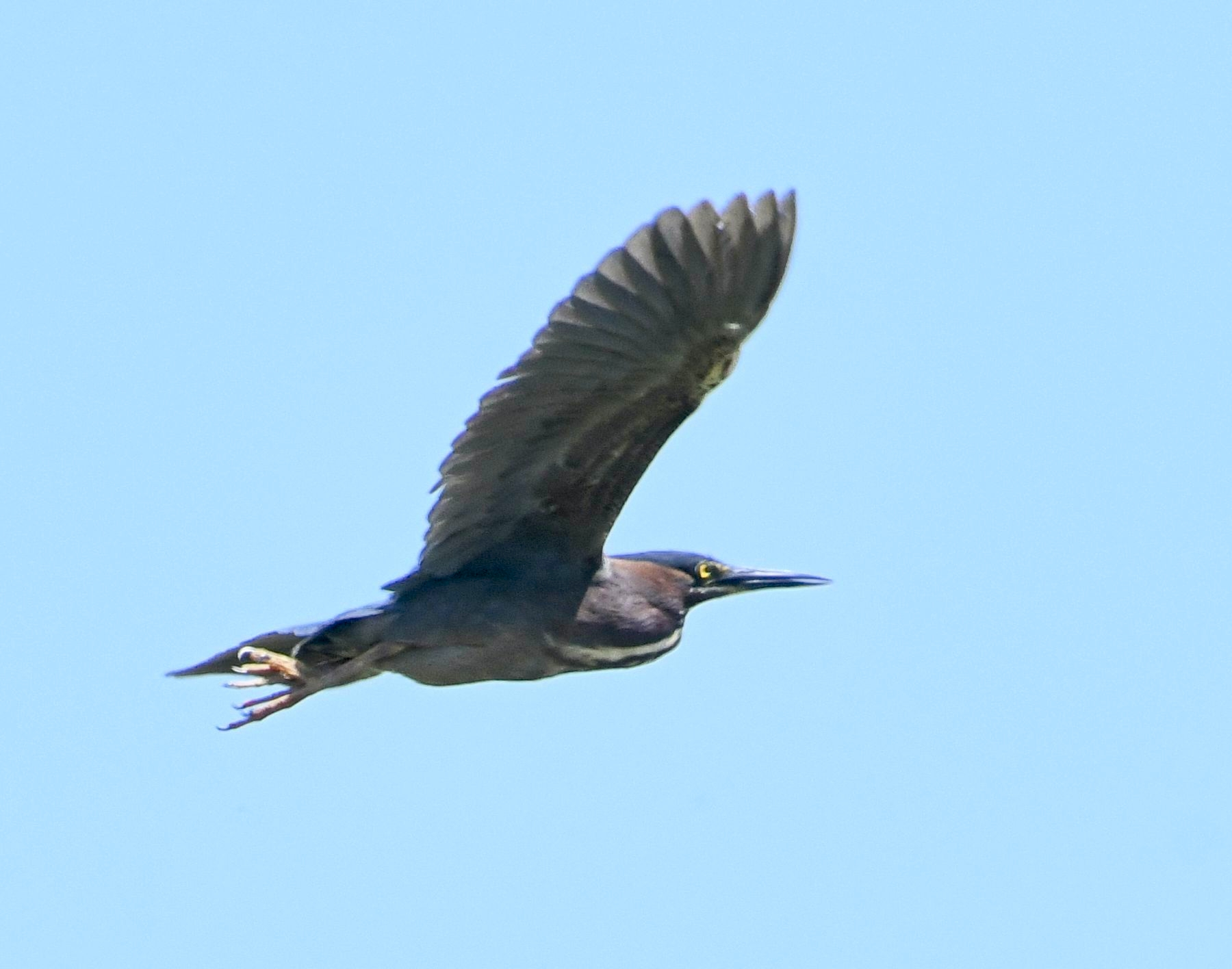
Доросла особина в польоті

## Зовнішні посилання
- Butorides virescens в Інтернеті різноманітності тварин [Архівовано 15 травня 2011 у Wayback Machine.]
- Butorides virescens [Архівовано 16 квітня 2021 у Wayback Machine.] - Інформаційний центр ідентифікації птахів USGS Patuxent
- B. virescens на eNature.com
- Польовий путівник на Flickr [Архівовано 13 листопада 2012 у Wayback Machine.]
- Butorides virescens. Інтегрована система таксономічної інформації (ITIS). Процитовано 9 лютого 2006. (англ.)
- Відео на YouTube про риболовлю B. virescens [Архівовано 13 березня 2016 у Wayback Machine.]
- Відео YouTube, на якій B. virescens топить жабу, перш ніж її з'їсти!
- B. virescens [Архівовано 24 вересня 2021 у Wayback Machine.] Бермудського відділу навколишнього середовища та природних ресурсів [Архівовано 24 вересня 2021 у Wayback Machine.]